# Kondrašov
Kondrašov je priimek več oseb:
- Grigorij Fjodorovič Kondrašov, sovjetski general
- Aleksej Simonovič Kondrašov, ruski genetik